# Pałac w Rybnicy
Pałac w Rybnicy – zabytkowy pałac z XIX w., w miejscowości Rybnica (powiat wrocławski).

## Opis
Obiekt wybudowany w stylu neogotyckim, przebudowany w latach 1880-90 ma wieżę zbudowaną na planie kwadratu.